# Borzicactus tenuiserpens
Borzicactus tenuiserpens ist eine Pflanzenart in der Gattung Borzicactus aus der Familie der Kakteengewächse (Cactaceae). Das Artepitheton tenuiserpens leitet sich von den lateinischen Worten tenuis für ‚schlank‘ sowie serpens für ‚kriechend‘ ab und verweist auf die Wuchsform der Art.

## Beschreibung
Borzicactus tenuiserpens wächst strauchig mit an der Basis verzweigten, sehr schlanken Trieben und erreicht bei Durchmessern von knapp 1 Zentimeter Wuchshöhen von bis 2 Metern. Es sind 9 bis 10 niedrige, etwas bogige Rippen vorhanden. Die 1 bis 2 abstehenden Mitteldornen sind bis 2,5 Zentimeter lang. Die sehr schlanken, ausgebreiteten Randdornen sind weißlich und 2 bis 8 Millimeter lang.
Die stark zygomorphen, orangeroten bis roten Blüten sind bis 5 Zentimeter lang. Die Blütenhüllblätter sind ziemlich ausgebreitet. Die grünen bis roten Früchte erreichen Durchmesser von bis 1,5 Zentimetern.

## Verbreitung, Systematik und Gefährdung
Cleistocactus tenuiserpens ist in der peruanischen Region Cajamarca im Huancabamba-Tal in Höhenlagen von 700 Metern verbreitet.
Die Erstbeschreibung als Cleistocactus tenuiserpens erfolgte 1957 durch Werner Rauh und Curt Backeberg. Myron William Kimnach stellte die Art 1960 in die Gattung Borzicactus. Weitere nomenklatorische Synonyme sind Bolivicereus tenuiserpens (Rauh & Backeb.) Backeb. (1962) und Borzicactella tenuiserpens (Rauh & Backeb.) F.Ritter (1981).
In der Roten Liste gefährdeter Arten der IUCN wird die Art als „Least Concern (LC)“, d. h. als nicht gefährdet geführt.

## Nachweise